# Jean-Yves Le Drian

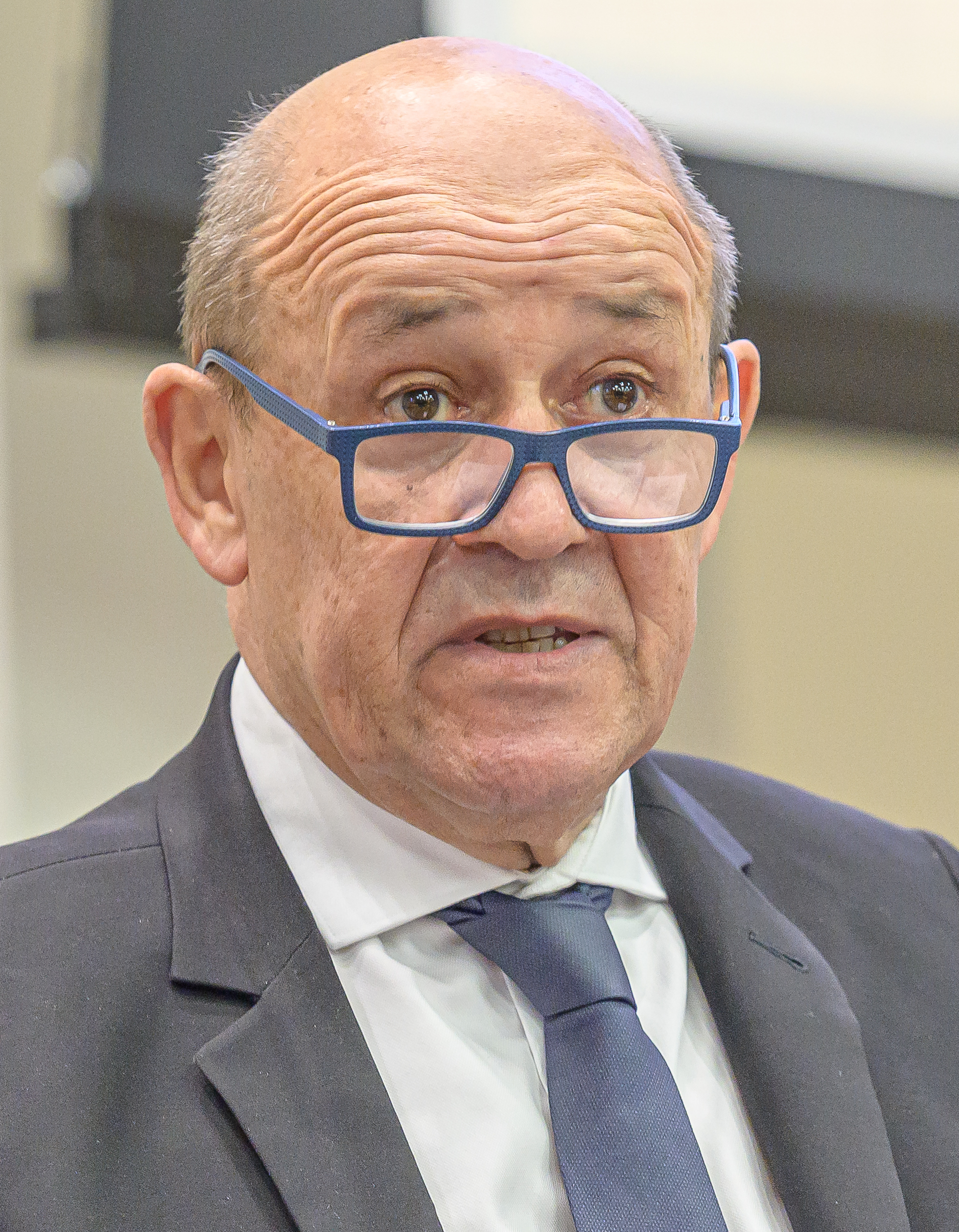
Jean-Yves Le Drian, 2019.

Jean-Yves Le Drian, född 30 juni 1947 i Lorient i Morbihan, är en fransk före detta politiker inom Socialistiska partiet. Han var president i Bretagne-regionen från 2015 och Frankrikes utrikesminister 2017–2022.
Le Drian studerade historia och har undervisat i ämnet vid Rennes universitet. Han har varit ledamot i nationalförsamlingen för Morbihan, borgmästare i Lorient (1981-1998), havsminister (1991-1992), president i Bretagne-regionen (2004-2012) samt försvarsminister (2012-2017).

## Utmärkelser och hedersuppdrag
- Uppgående solens orden, Japan (2019)[30]